# Gare de Muden
La gare de Muden (務田駅, Muden-eki) est une gare ferroviaire localisée dans la ville d'Uwajima, dans la préfecture d'Ehime au Japon. La gare est exploitée par la JR Shikoku, sur la ligne Yodo.

## Situation ferroviaire
Établie à 153 mètres d'altitude, la gare de Muden est située au point kilométrique (PK) 70.0 de la ligne Yodo. 

## Histoire
- 18 octobre 1914 : Ouverture de la gare sous la gestion de la société des chemins de fer Uwajima.
- 1er août 1933 : La gare est repris par la Japanese National Railways.
- 1er avril 1987 : La Japanese National Railways est découpée en plusieurs sociétés, la JR Shikoku reprend l'organisation de cette gare.

## Service des voyageurs

### Ligne ferroviaire
- JR Shikoku : 
  - Ligne Yodo G45

### Quai
- Cette gare dispose d'un quai et d'une voie.

| N° de voie | Ligne  | Direction    |
| ---------- | ------ | ------------ |
| 1          | ▆ Yodo | Wakai        |
| 1          | ▆ Yodo | Kita-Uwajima |